# Nagybányai Magyar Baptista Gyülekezet
A Nagybányai Magyar Baptista Gyülekezet 1922 óta létező közösség.

## Története
Az első világháború folytán orosz hadifogságba került Virágh Gábor katona baptista hívekkel ismerkedett meg. 1921-ig, amikor kiszabadult a fogságból, látogatta a baptista összejöveteleket. Nagybányára hazatérését követően egy budapesti baptista lányt vett feleségül. Ez a házaspár és két környékbeli lány alapították meg a Nagybányai Magyar Baptista Gyülekezetet. Az istentiszteleteket Virághék lakásán tartották.
Az 1930-as években a gyülekezetnek 18 tagja volt, 1980-ban 192, 1989-ben pedig 216. A rendszerváltás utáni tömeges kivándorlás következtében 2004-ben a gyülekezet létszáma 156-ra csökkent.
Az 1989. után engedélyt kaptak egy új imaház építésére, amelyet testvéri összefogással rövid idő alatt fel is építettek. Az elkészült épület 500 személyt befogadó imateremmel és mellékhelyiségekkel rendelkezik. Az összejöveteleket látogatók száma (a nem gyülekezeti tagoknak számító hozzátartozókkal együtt) mintegy 250-300 fő.
Testvérkapcsolatban állnak Zápszony baptista gyülekezetével; segítségükkel a kárpátaljai faluban bemerítőmedence épült.